# 横溝光暉
横溝 光暉（よこみぞ みつてる、1897年（明治30年）4月12日 - 1985年（昭和60年）1月16日）は、日本の内務官僚・弁護士。内閣情報部長、官選県知事。

## 経歴
神奈川県出身。商業・横溝豊吉の四男として生まれる。横浜一中、第一高等学校を経て、1921年6月、東京帝国大学法学部法律学科（英法）を卒業。1920年10月、高等試験行政科試験に合格。1922年2月、内務省に入り、東京府属として内務部庶務課に配属された。
1923年2月、広島県警視・警察部警務課長に就任。以後、同警察部保安課長、福岡県警察部特別高等警察課長、復興局長官官房計画課勤務、内務事務官・警保局保安課勤務、内閣書記官、内閣官房総務課長、兼法制局参事官、兼内閣調査局調査官、情報委員会事務官、内閣情報部長などを歴任。
1940年2月、岡山県知事に就任。1942年6月、熊本県知事に異動。1944年8月1日、知事を依願免本官となり退官した。以後、1945年10月まで京城日報社長を務めた。
戦後、1947年10月から1951年8月まで公職追放となった。1952年1月から1975年3月まで弁護士を務めた。1952年、中央更生保護審査委員、1955年、東京都労働委員会公益委員、1959年、法務省司法法制調査部顧問、1969年、小田急電鉄監査役、1973年、国立公文書館顧問となる。
1985年1月16日死去。享年87。

## 栄典
位階
- 1944年（昭和19年）8月30日 - 従三位[4]

勲章等
- 1940年（昭和15年）8月15日 - 紀元二千六百年祝典記念章[5]

## 著書
- 『日本社会主義運動史講話』松華堂書店、1928年。
- 『日本社会主義運動史講話 続』松華堂書店、1931年。
- 『特高新辞典』松華堂書店、1929年。
- 『昭和史片鱗』経済往来社、1974年。